# Tanjungsiang (plaats)
Tanjungsiang is een bestuurslaag in het regentschap Subang van de provincie West-Java, Indonesië. Tanjungsiang telt 6837 inwoners (volkstelling 2010).